# Black Honey
Black Honey ist eine britische Indie-Band aus Brighton.

## Bandgeschichte
Isobel Baxter und Chris Ostler lernten sich an der Universität kennen und entdeckten ihre gemeinsamen Musikinteressen. Zusammen mit Schlagzeuger Tommy Taylor gründeten sie die Band What’s Your Vice. Die Bassisten wechselten und auch der Bandname wechselte zu Kill Moon. Schließlich schließ Tom Dewhurst zur Band, der das Schlagzeug übernahm, Taylor wechselte dafür zur Bassgitarre. Damit hatten sie ein festes Line-up gefunden und nachdem sie zuvor vor allem als Liveband in Brighton unterwegs gewesen waren, begannen sie 2014 unter dem endgültigen Namen Black Honey mit Veröffentlichungen.
Ihrer Debütsingle Sleep Forever ließen sie 2014 eine EP mit dem neuen Bandnamen als Titel folgen. Weitere Singles und eine weitere EP erregten so viel Aufmerksamkeit, dass sie 2016 als Vorband von Royal Blood im Alexandra Palace engagiert wurden und in Glastonbury und Reading and Leeds zu den Festival-Line-ups gehörten. Mit Emre Ramazanoglu, der schon Lily Allen und Noel Gallagher produziert hatte, begannen sie die Arbeiten am Debütalbum. Black Honey erschien 2018 und brachte sie auf Anhieb auf Platz 5 der britischen Indie-Charts und auch in die offiziellen Albumcharts.
Sie tourten und veröffentlichten weitere Singles. Inzwischen kündigte Dewhurst 2019 an, dass er sich zurückziehen wolle. Er wurde durch Alex Woodward ersetzt. 2021 war das zweite Album Written & Directed fertiggestellt. Sie stiegen damit auf Platz 7 der Charts ein und erreichten Platz 1 der Indie-Alben. Bereits zwei Jahre später folgte A Fistful of Peaches, das den Erfolg des Vorgängers wiederholen konnte.

## Mitglieder

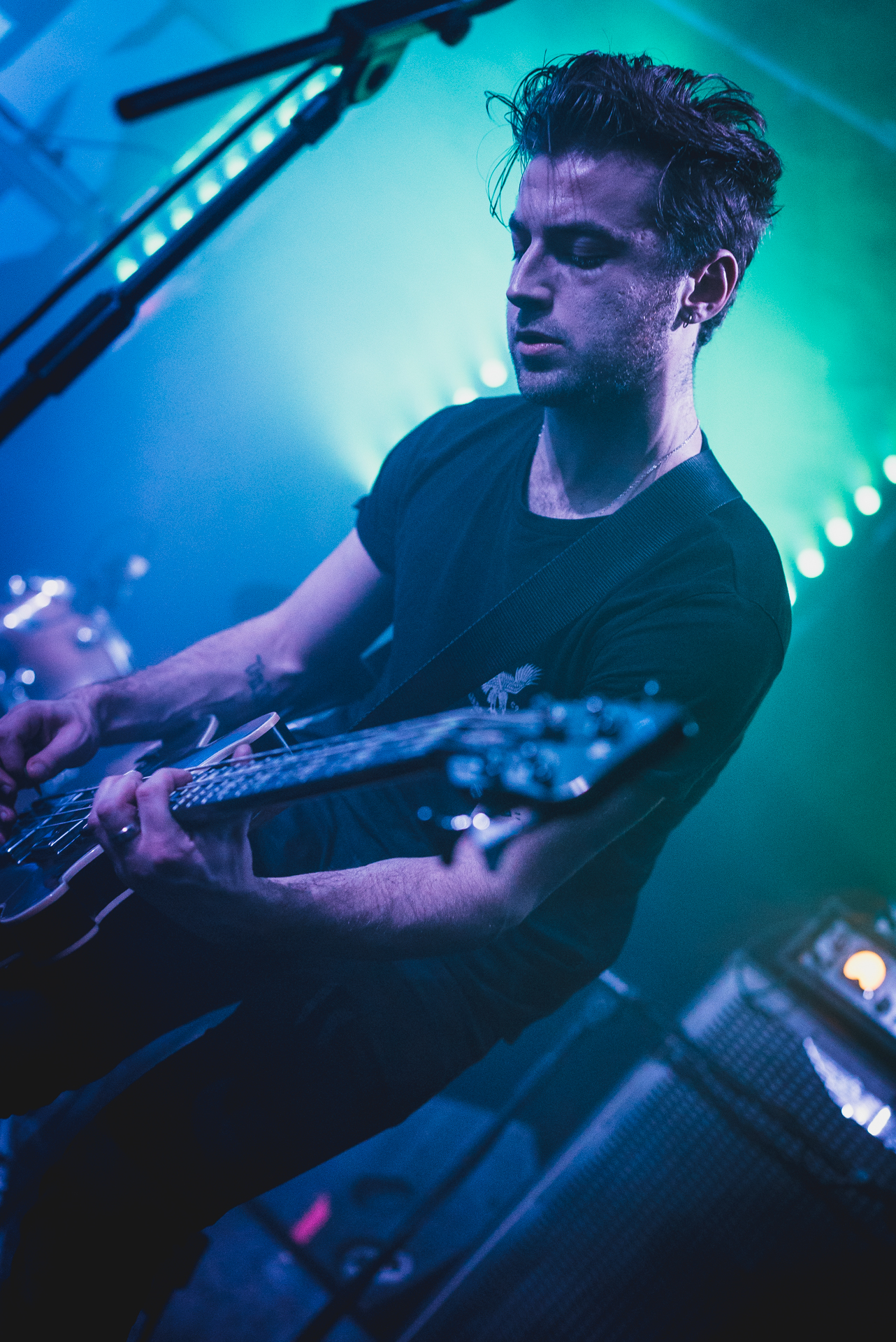
Chris Ostler

- Izzy B. Phillips (Isobel Jane Baxter Phillips), Sängerin, Gitarre
- Chris Ostler (Christopher Nicholas Ostler), Gitarre
- Tommy Taylor (Thomas Gordon McNair Taylor), Bass
- Alex Woodward (Alexander Woodward), Schlagzeug

Ehemaliges Mitglied
- Tom Dewhurst, Schlagzeug

## Diskografie
Alben
- Black Honey (2018)
- Written & Directed (2021)
- A Fistful of Peaches (2023)

EPs
- Black Honey (2014)
- Headspin (2016)
- Disinfect (2021)
- Up Against It (2023)
- OK (2023)

Lieder
- Sleep Forever (2014)
- Madonna (2015)
- Corrine (2015)
- Teenager (2015)
- Hello Today (2016)
- Somebody Better (2017)
- Bad Friends (2018)
- Midnight (2018)
- I Don’t Ever Wanna Love (2019)
- Beaches (2020)
- I Like the Way You Die (2020)
- Believer (2021)
- Out of My Mind (2022)
- Lemonade (2023)
- Wild Thing (aus My Lady Jane, 2024)
- Psycho (2025)